# Szenttamási-Babós Lajos
Szenttamási-Babós Lajos (születési nevén Babós Lajos Péter) (Budapest, 1945. április 7. –) magyar geodéta, földmérő szakmérnök, családfa- és helytörténet-kutató, nyugalmazott egyetemi docens, címzetes főiskolai tanár.

## Élete
Szülei tisztviselők voltak, testvére nem született.         
1963-ban érettségizett a kőbányai Szent László gimnáziumban, majd a Budapesti Műszaki Egyetem (BME) Építőmérnöki Karán szerzett földmérőmérnöki diplomát, 1968-ban. Az 1966/67-es tanévben Népköztársasági ösztöndíjas volt (II. fokozat). Az egyetem elvégzése után a Budapesti Geodéziai és Térképészeti Vállalat (BGTV) városmérési osztályának mérnökeként kezdte pályafutását, majd a Kertészeti Egyetemen (KE) oktatta a Geodézia tárgyat 1971-től a nyugdíjazásáig, 2002-ig.
1970-ben négy hónapig Londonban a J. A. Story & Partners földmérő irodánál végzett kutatómunkát magyar állami ösztöndíjjal. 1975-ig mint egyetemi tanársegéd, 1976-tól 1985-ig pedig egyetemi adjunktusként végezte oktatási feladatát a Kertészeti és Élelmiszeripari (KÉE), majd Szent István Egyetemen. 1985-ben nevezték ki egyetemi docensnek. 1983 és 1992 között tanszékvezető-helyettes, majd 1992-től a Táj- és Kertépítészeti Kar Műszaki Tanszékének vezetője. 1993-tól 1999-ig a kar dékán helyettese, mely idő alatt a Socrates/Erasmus European Landscape Education Exchange (ELEE) magyarországi képviselője volt. 
Az ELEE keretében előadásokat tartott 1996-ban, Haifa-ban a European Council of Landscape Architecture Schools (ECLAS) konferenciáján, 1999-ben a brüsszeli Erasmus-hogeschool-ban, 2000-ben, Koppenhágában a The University of Copenhagen egyetemen, 2001-ben pedig a liszaboni Institutio Superior de Agronomia főiskolán.
1975-ben a BME-n műszaki, 1983-ban a KE-en kertészettudományi, 1984-ben az Eötvös Lóránd Tudomány Egyetemen pedig természettudományi doktori címet szerzett. 1982-től a Magyar Tudományos Akadémia műszaki tudományok kandidátusa. 1997-ben kapta a BME-n a PhD doktori fokozatot. A Kecskeméti Főiskola Kertészeti Főiskolai Kara 2002-ben címzetes főiskolai tanári címmel adományozta meg.
1990-ben hat hónapig a kanadai Carleton University-n (Ottawa) magyar ösztöndíjjal, egy hónapig pedig a bécsi Technische Universität-en folytatott kutatómunkát az Österreichisch-ungarisches technologisches und technisches Abkommen keretében.

## Szakmai tevékenysége
Könyveinek, egyetemi jegyzeteinek 43, tudományos publikációinak 32, ismeretterjesztő írásainak a száma 106.
2009-től a Honismereti Szövetség aktív tagja. Egyesületbeli tevékenysége révén immár több mint tíz éve kutatja Kiskunlacháza történetét.  E téren igen termékeny író: az elmúlt öt évben 14 könyvet jelentetett meg. 2016-ban elkészítette Kendő (Erdély) monográfiáját.
2014-től 2022-ig a Magyar Családtörténet-kutató Egyesület tagja volt, 2021-2022 között vezetőségi tag. Családfakutatásai során tisztázta az első aradi vértanú, Ormai Norbert honvédezredes (1813-1849) történelmi szerepvállalását, melynek kapcsán két könyvet is megjelentett a mártír életéről. Ormai dokumentumgyűjteményét Amerikában az Alamo Press 2020-ban, míg életrajzi regényét Csehországban a dobrányi Önkormányzat is kiadta 2021-ben. Közbenjárására 2018-ban a Nemzeti Emlékhely és Kegyeleti Bizottsága síremléket állíttatott a vértanúnak a 48-asok parcellájában, valamint a Prágai Magyar Intézet emléktáblát helyezett el Dobrányban, Ormai szülőházán. 
2017-től egy éven át a Hagyományőrző Angyalosházi Kör civil szervezet elnöke volt, majd megalapította a Honismereti Aktivisták Lacházi Köre egyesületet, melynek 2023-ig volt az elnöke.

## Díjai
Entz Ferenc emlékérem, KÉE (1999)
A Magyar Kultúra Lovagja, Falvak Kultúrájáért Alapítvány (2020)
A Római Sas Rend Lovagja (2023)

## Magánélete
1983-tól 2004-ig a Miniature Books Society (USA) egyetlen magyarországi tagja volt. A kiskönyvek szerelmeseként 1358 db mikrokönyvet gyűjtött, mely a világon a legnagyobb kollekció volt ebben a kategóriában.
Nyugdíjazását követően tíz éven át motorozott (100 ezer km). Szinte bejárta egész Európát, s még Afrikában is járt. 2006-ban Daytona-ban a Bike Week-en vett részt, 2011-ben pedig végigmotorozta a 66-ost Chicagotól Los Angelesig.
2018-tól 2023-ig  Kiskunlacházán egy néprajzi házat, élő múzeumot üzemeltetett, melyben szenvedélyesen gyűjtötte a régi népi, paraszti tárgyakat.
2020-ban felvette ősei szülőfalujának nevét, a Szenttamási előnevet.

## Főbb művei
- Kertépítészeti geodézia; Mezőgazdasági, Bp., 1979
- Geodéziai gyakorlatok; Tankönyvkiadó, Bp., 1983
- Geodéziai alapismeretek; KÉE, Bp., 1991
- Geodézia; KÉE, Bp., 1992
- Lacháza történeti statisztikája 1738-ig; Önkormányzat, Kiskunlacháza, 2009
- Tények és dokumentumok Ormai Norbert életéről; Porszinter Ny., Bp., 2015
- A természet csodáira épült Kendő; BabósGen, Bp., 2016
- Zantoutól napjainkig avagy Szerelmem a Kiskunlacháza Dunapart; BabósGen, Bp., 2016
- Az első aradi vértanú. Tények és dokumentumok Ormai Norbert életéről; Ad Librum, Bp., 2016
- A kiköltözés. Történelmi kisregény; BabósGen, Bp., 2017
- Arad felett beborult az ég. Történelmi kisregény; BabósGen, Bp., 2017
- Mozaikképek az ősi Peregről. Helytörténeti dokumentumgyűjtemény; BabósGen, Bp., 2018
- Lacházi helytörténeti kalauz. Lacháza nevezetességei; BabósGen, Kiskunlacháza, 2018
- A macskás Kégl. Fókuszban egy kiskunlacházi tudósember és környezete; BabósGen, Kiskunlacháza–Budapest, 2019
- A kőműves. Egy kivételes ember életrajza peregi vázlatokkal; BabósGen, Kiskunlacháza–Bp., 2019
- Szigetújfalusi helytörténeti kalauz; BabósGen, Bp., 2020
- Emlékképek egy lacházi crossosról; BabósGen, Kiskunlacháza–Bp., 2020
- Az én családfám. Munkafüzet; BabósGen, Bp., 2021
- Kiskunlacháza helytörténeti bibliográfiája; BabósGen, Bp., 2021
- Kiskunlacháza utcanévkatasztere; BabósGen, Bp., 2021
- A lacházi világjáró; BabósGen, Bp., 2021
- A lacházi Mózsi-féle néprajzi ház; BabósGen, Bp., 2022
- A 18-as villamoson. Sokszínű kavalkád; BabósGen, Bp., 2022
- Lacházi illetőségű hírességek; BabósGen, Kiskunlacháza–Bp., 2022
- Nagykönyv a kiskönyveimről. Hobbi-könyvészet; BabósGen, Bp., 2022
- Chopper rocker; BabósGen, Bp., 2022